# Droit gibraltarien
Le droit gibraltarien est le droit appliqué dans le territoire britannique d'outre-mer Gibraltar. C'est une combinaison de common law et de lois codifiées, fortement basée sur le droit anglais.

## Sources du droit
La loi sur l'application du droit anglais de 1972 dispose que la common law britannique s'applique à Gibraltar à moins qu'une loi de Gibraltar existe. Cependant, en tant que territoire britannique autonome, Gibraltar a son propre système de taxation et son parlement peut adopter des lois indépendamment du Royaume-Uni.

## Sources

## Compléments

## Source de la traduction
- (en) Cet article est partiellement ou en totalité issu de l’article de Wikipédia en anglais intitulé « Law of Gibraltar » (voir la liste des auteurs).